# Lijst van gemeentelijke monumenten in Oisterwijk (gemeente)
De gemeente Oisterwijk heeft 241 gemeentelijke monumenten. Hieronder een overzicht. 

## Haaren
De plaats Haaren kent 40 gemeentelijke monumenten. Zie de Lijst van gemeentelijke monumenten in Haaren.

## Heukelom
De plaats Heukelom kent 8 gemeentelijke monumenten:
| Object                | Bouwjaar | Architect | Locatie                                   | Coördinaten                  | Nr.        | Afbeelding  |
| --------------------- | -------- | --------- | ----------------------------------------- | ---------------------------- | ---------- | ----------- |
| Boerderij             |          |           | Baaneind 6                                | 51° 33' 56" NB, 5° 8' 35" OL | 0824/WN001 | Upload foto |
| Boerderij             |          |           | Heukelomseweg 29                          | 51° 34' 35" NB, 5° 9' 37" OL | 0824/WN002 | Upload foto |
| Boerderij             |          |           | Heukelomseweg 34                          | 51° 34' 34" NB, 5° 9' 37" OL | 0824/WN003 | Upload foto |
| Boerderij             |          |           | Heukelomseweg 36                          | 51° 34' 35" NB, 5° 9' 39" OL | 0824/WN004 | Upload foto |
| Kapel                 |          |           | Heukelomseweg (ongenummerd), tegenover 33 | 5° 9' 40" NB, 51° 34' 35" OL | 0824/WN005 | Kapel       |
| Boerderij             |          |           | Hoog Heukelom 11                          | 51° 34' 48" NB, 5° 9' 58" OL | 0824/WN006 | Upload foto |
| Boerderij en karnhuis |          |           | Hoog Heukelom 5                           | 51° 34' 45" NB, 5° 9' 48" OL | 0824/WN007 | Upload foto |
| Schuur en varkenshok  |          |           | Laag Heukelomseweg 4                      | 51° 33' 55" NB, 5° 9' 16" OL | 0824/WN008 | Upload foto |

## Moergestel
De plaats Moergestel kent 43 gemeentelijke monumenten. Zie de Lijst van gemeentelijke monumenten in Moergestel.

## Oisterwijk
De plaats Oisterwijk kent 150 gemeentelijke monumenten. Zie de Lijst van gemeentelijke monumenten in Oisterwijk (plaats).
's-Hertogenbosch ·
Alphen-Chaam ·
Altena ·
Asten ·
Baarle-Nassau ·
Bergeijk ·
Bergen op Zoom ·
Bernheze ·
Best ·
Bladel ·
Boekel ·
Boxtel ·
Cranendonck ·
Deurne ·
Dongen ·
Drimmelen ·
Eersel ·
Eindhoven ·
Etten-Leur ·
Lijst van gemeentelijke monumenten in Geertruidenberg ·
Geldrop-Mierlo ·
Gemert-Bakel ·
Gilze en Rijen ·
Goirle ·
Halderberge ·
Heeze-Leende ·
Helmond ·
Heusden ·
Hilvarenbeek ·
Laarbeek ·
Land van Cuijk ·
Maashorst ·
Meierijstad ·
Moerdijk ·
Nuenen, Gerwen en Nederwetten ·
Oirschot ·
Oisterwijk ·
Oosterhout ·
Oss ·
Reusel-De Mierden ·
Roosendaal ·
Someren ·
Son en Breugel ·
Lijst van gemeentelijke monumenten in Steenbergen ·
Tilburg ·
Valkenswaard ·
Vught ·
Waalre ·
Waalwijk ·
Woensdrecht ·
Zundert